# Pomnik Jana Kilińskiego w Łodzi
Pomnik Jana Kilińskiego – pomnik-popiersie Jana Kilińskiego w Łodzi.
Pomnik pułkownika powstania kościuszkowskiego Jana Kilińskiego, znajduje się przy ulicy Moniuszki 8, obok Izby Rzemieślniczej w Łodzi.